# 杨洪波 (1969年)
杨洪波（1969年—），男，汉族，贵州湄潭人，中华人民共和国政治人物，贵州华电塘寨发电有限公司纪委书记，工会主席，全国人民代表大会贵州地区代表。

## 生平
毕业于昆明理工大学热能动力工程专业。2008年起担任第十一届全国人大代表。2013年，担任第十二届全国人大代表。